# Гриша Островски
Гриша Исер Островски е български актьор и режисьор.

## Биография
Роден е в Париж, Франция. Като малък свири на цигулка. Завършва висше образование, специалност театрознание във ВИТИЗ „Кръстьо Сарафов“ през 1957 г. Театралната му дейност започва през 1937 г. в студията на Боян Дановски. Специализира при проф. В. Константинова в Училище „Щукин“ при Вахтанговския театър (1969/70). Дебютира с постановката на „Стари другари“ от Малюгин през 1949 г. в Народен театър „Иван Вазов“. Бил е актьор в Реалистичен театър, Опитен Театър на Стефан Сърчаджиев. След войната е режисьор и актьор в Радио София, НТ „Иван Вазов“, Младежкия театър (1979-1984), Държавен сатиричен театър (1957-1975), Театър на българската армия (1951-1957), художествен ръководител на ДТ — Варна (1975-1979) и НДТ „Сълза и смях“.
Островски е преподавател и професор по актьорско майсторство и режисура във ВИТИЗ, а от 1981 до 1988 г. е заместник-ректор на ВИТИЗ. Удостоен е с наградата за педагогическа дейност – „Почетния Жак“ на френските театрални училища през 1990 г., с награда за изявена педагогическа дейност и работа с млади актьори на фестивала „Театър без граници“ в Лион, Франция и с почетния знак на школата в Милано. Гриша Островски е носител на множество национални награди и държавни отличия, сред които званието „народен артист“, първа награда и награда на ФИПРЕСИ за филма „Отклонение“ (1969, Варна).
Гриша Островски е известен в гилдията на актьорите като откривател на млади таланти, както и с невероятното си чувство за хумор и самоирония. Носител е на Наградата за цялостно творчество на Съюза на артистите в България за 2002 г.
Умира на 30 април 2007 г. Погребан е в Централните софийски гробища.

## Театрални постановки
- „Балът на манекените“ от Бруно Ясенски,
- „12-те стола“ по Илф и Петров,
- „Франк Пети“ от Фридрих Дюренмат,
- „Бидерман и подпалвачите“ от Макс Фриш,
- „Много шум за нищо“ и „Двамата веронци“ от Уилям Шекспир,
- „Опера за три гроша“ от Бертолт Брехт,
- „Еквус“ от Питър Шафър,
- „Възкресението“ по Лев Толстой,
- „Щастливи дни“ от Самюел Бекет,
- „Любов“ от Мърей Шийзгъл,
- „Изневяра“ от Харолд Пинтър,
- „Хоровод“ от Артур Шницлер,
- „Снаха“ по Георги Караславов,
- „Сняг“ и „Когато розите танцуват“ от Валери Петров,
- „Импровизация“ от Валери Петров и Радой Ралин,
- „Опит за летене“ от Йордан Радичков,
- „Майстор Солнес“ от Хенрик Ибсен,
- „Последната нощ на Сорат“ от Стефан Цанев.
- „Честна мускетарска“ от Валери Петров.
- „Крадецът на тролейбуси“ от Георги Данаилов.

Режисьор е и на мюзикълите:
- „Уестсайдска история“ от Артър Лорънс и Ленърд Бърнстейн,
- „Моята прекрасна лейди“ от Фредерик Лоу и Алън Джей Лърнър,
- „Човекът от Ла Манча“ от Дейл Васерман, Дж. Дарион и Мич Лий,
- „Фантазьорите“ от Т. Джонс, Х Шмит.

## Филмография

### Като режисьор
- „Отклонение“ (1967) – (заедно с Тодор Стоянов)
- „Мъже в командировка“ (1968)
- „Петимата от „Моби Дик“ (1969)
- 1971 „Герловска история Архив на оригинала от 2019-04-06 в Wayback Machine.“;
- „Нона“ (1973)
- „Като белязани атоми“ (1979)